# Charmosyna multistriata
Il lorichetto striato (Charmosyna multistriata Rothschild, 1911) è un uccello della famiglia degli Psittaculidi.

## Descrizione
Lorichetto dal piumaggio generale verde con parti inferiori striate di giallo, nuca rossiccia, ha taglia intorno ai 18 cm. Il becco è arancio con l'attaccatura del ramo superiore nera e l'iride è rosso arancio, le zampe grigie. Non presenta alcun dimorfismo sessuale. Gli immaturi hanno testa completamente verde.

## Distribuzione
Il suo areale è limitato alle pendici meridionali delle Snow Mountains e sull'alto Fly River nell'interno della Nuova Guinea. Non si sa nulla dello stato attuale della specie in natura ed è raro in cattività.

## Biologia
Vive nelle foreste primarie dove è segnalato tra i 200 e i 1800 metri di quota.